# Базылев, Дмитрий Владимирович
Дмитрий Владимирович Базылев (род. 17 сентября 1978) — белорусский самбист и дзюдоист, чемпион Белоруссии по самбо и дзюдо, чемпион и призёр чемпионатов Европы, 6-кратный чемпион мира по самбо, Заслуженный мастер спорта Республики Беларусь (2008). Старший лейтенант пограничных войск. В 2007 году был признан одним из лучших спортсменов Госпогранкомитета Белоруссии.

## Спортивные результаты
- Чемпионат Белоруссии по дзюдо 2005 года — ;